# Зиминский сельский совет
Зиминский сельский совет (укр. Зиминська сільська рада, крымскотат. Zimino köy şurası) — административно-территориальная единица в Раздольненском районе Автономной Республики Крым.
Население по переписи 2001 года — 1726 человек.
К 2014 году состоял из 4 сёл:
- Зимино
- Воронки
- Красноармейское
- Овражное

## История
5 февраля 1974 года был создан Зиминский сельский совет путём преобразования из Воронкинского сельсовета, существовавшего с начала 1920-х годов. На то время включал, кроме современных, ещё посёлок Григорьевка, ликвидированный к 1985 году (поскольку в списках упразднённых после этой даты населённых пунктов не значится).
С 12 февраля 1991 года сельсовет в восстановленной Крымской АССР, 26 февраля 1992 года переименованной в Автономную Республику Крым. С 21 марта 2014 года в составе Крыма аннексирован Россией. Законом «Об установлении границ муниципальных образований и статусе муниципальных образований в Республике Крым» от 4 июня 2014 года территория административной единицы была объявлена муниципальным образованием со статусом сельского поселения.